# Гебридське море

Гебридське море — окраїнне море північної Атлантики, розташоване біля західного узбережжя Шотландії, в акваторії розташовано архіпелаг із 500 островів — Гебридські острови. Які своєю чергою мають поділ на Зовнішні Гебриди і Внутрішні Гебриди, розділені Норт-Мінчем.
Гебридське море з півночі обмежено протокою Малий Мінч. Від океану море обмежено умовною межею від мису Блуді Фоланд до мису Барра, далі вздовж островів архіпелагу Дутт оф Левіс до мису Рос у підніжжя Північно-західного Шотландського нагір'я. На півдні межує з Ірландським морем Північною протокою.
- Площа 47 000 км²
- Середня глибина 64 м
- Найбільша глибина 137 м

## Клімат
Акваторія моря лежить в помірному кліматичному поясі. Над морем увесь рік панують помірні повітряні маси. Переважає західний перенос. Значні сезонні коливання температури повітря. Зволоження достатнє і надмірне. Цілий рік переважає циклонічна діяльність, погода мінлива, часті шторми. Відносно тепла зима з нестійкою погодою і сильними вітрами; прохолодне літо з більш спокійною погодою.

## Біологія
Акваторія моря належить до морського екорегіону Кельтського моря бореальної атлантичної зоогеографічної провінції. У Зоогеографічно донна фауна континентального шельфу й острівних мілин до глибини 200 м належить до атлантичної області бореальної зони.